# Someday (The Strokes)
Someday is een nummer van de Amerikaanse indierockband The Strokes uit 2002. Het is de derde single van hun debuutalbum Is This It.
Het nummer gaat over de realisatie dat als je ouder wordt, jij en je jeugdvrienden uiteen lijken te groeien. "Someday" flopte in Amerika, en ook in Nederland was het met een 84e positie in de Single Top 100 niet heel succesvol. In het Verenigd Koninkrijk was het nummer wel een succes met een 27e positie.